# گورستان یهودیان چنای

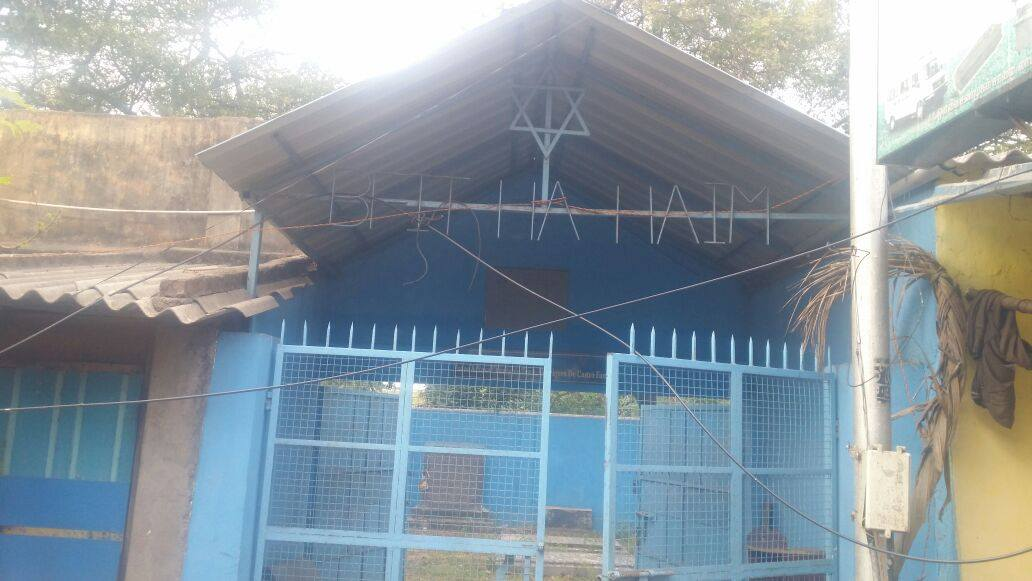
نمای روبرو از گورستان یهودیان چنای

گورستان یهودیان چنای (انگلیسی: Jewish Cemetery Chennai) یک گورستان برای یهودیان پارادسی (Paradesi Jews) چنای، هند است. این گورستان در منطقه ای نزدیک جاده لویدز واقع شده است. گورستان، تنها به عنوان نشانه ای از جمعیت قابل توجه یهودیان در چنای، که اکنون قریب به یقین منقرض شده‌اند، به یادگار باقی مانده است. این مکان، قبر تاجران الماس یهودی قرن هجده که فوت شده‌اند، را شامل می‌شود. این گورستان، منزلگاه کمتر از ۳۰ قبر است که برخی از آنها بیش از ۳۰۰ سال قدمت دارند.